# André Siméon
Ne doit pas être confondu avec André Simon (acteur).
André Victor Siméon, né le 7 avril 1893 à Cauvigny (Oise) et mort le 8 mars 1970 à Los Angeles (Californie, États-Unis), est un acteur français.

## Filmographie
- 1931 : À bas les hommes de Henri Decoin - court métrage -
- 1931 : La Disparue de Louis Mercanton - court métrage -
- 1931 : Octave de Louis Mercanton - court métrage -
- 1931 : Par TSF de Louis Mercanton - court métrage -
- 1931 : Sa nuit de noces de Louis Mercanton - court métrage -
- 1931 : En bordée de Henry Wulschleger et Joe Francis
- 1931 : Marions-nous de Louis Mercanton
- 1931 : Rive gauche d'Alexander Korda
- 1932 : IF1 ne répond plus de Karl Hartl
- 1933 : Noces et banquets de Roger Capellani - court métrage -
- 1933 : L'Assommoir de Gaston Roudès - Bec Salé
- 1933 : On a volé un homme de Max Ophüls
- 1934 : La Femme idéale d'André Berthomieu - Jules
- 1934 : La Moule de Jean Delannoy - court métrage -
- 1934 : Le Secret d'une nuit de Félix Gandéra - Le petit Frisé
- 1935 : La Tendre Ennemie de Max Ophüls - Un serveur
- 1935 : Les Yeux noirs de Victor Tourjansky
- 1935 : Une bonne affaire de Victor de Fast - court métrage -
- 1935 : Divine de Max Ophüls
- 1935 : Dora Nelson de René Guissart - Un machiniste
- 1935 : Les Mystères de Paris de Félix Gandéra
- 1935 : Retour au paradis de Serge de Poligny
- 1936 : Sous les yeux d'Occident de Marc Allégret - Le portier
- 1936 : Tarass Boulba de Alexis Granowsky - Un cosaque
- 1936 : Monsieur est saisi de René Sti - court métrage -
- 1936 : La Course à la vertu de Maurice Gleize
- 1936 : Les Gais Lurons de Paul Martin et Jacques Natanson
- 1936 : Salonique nid d'espions / Mademoiselle docteur de Georg Wilhelm Pabst - Un joueur de cartes
- 1936 : Mayerling de Anatole Litvak - Le second policier
- 1936 : Le Mioche de Léonide Moguy - L'ivrogne
- 1936 : Le Mort en fuite de André Berthomieu - Un agent
- 1936 : Nitchevo de Jacques de Baroncelli
- 1936 : La Peau d'un autre de René Pujol
- 1936 : La peur de Victor Tourjansky - Victor
- 1936 : Puits en flamme de Victor Tourjansky
- 1936 : Le Secret de Polichinelle de André Berthomieu
- 1937 : La Chanson du souvenir de Detlef Sierck et Serge de Poligny
- 1937 : Le concierge revient de suite de Fernand Rivers - court métrage -
- 1937 : Les Gens du voyage de Jacques Feyder - Le garçon de piste
- 1937 : Gribouille de Marc Allégret - Guérin
- 1937 : Gueule d'amour de Jean Grémillon - Le patron du restaurant
- 1937 : J'accuse de Abel Gance
- 1937 : Le Mensonge de Nina Petrovna de Victor Tourjansky
- 1937 : Monsieur Breloque a disparu de Robert Péguy
- 1937 : Nuits de princes de Vladimir Strijewski
- 1938 : Orage de Marc Allégret
- 1938 : L'Innocent de Maurice Cammage
- 1938 : Trois Valses de Ludwig Berger - Le portier du théâtre
- 1938 : Le Récif de corail de Maurice Gleize - Le patron du bar
- 1939 : Bécassine de Pierre Caron
- 1940 : L'Entraîneuse de Albert Valentin - Le valet du cercle
- 1952 : Aveux spontanés (Assignment - Paris!) de Robert Parrish - Un serveur
- 1952 : April in Paris de David Butler - Un serveur
- 1953 : Histoire de trois amours de Vincente Minnelli, Gottfried Reinhardt - Le serveur dans le sketch Mademoiselle